# Saparmurat Nijazov
Saparmurat Atajevitj Nijazov (turkmeniska: Saparmyrat Ataýewiç Nyýazow; med kyrillisk skrift: Сапармырат Атаевич Ныязов), född 19 februari 1940 i Asjchabad, officiellt död 21 december 2006 i Asjchabad, var Turkmenistans president från 21 juni 1991 fram till sin död. Nijazov var de facto landets auktoritäre ledare från 1985 och anses ofta ha varit en av de mest uppseendeväckande diktatorerna i nutid med en extrem kult kring sin person. Medan Turkmenistans befolkning levde under förhållanden jämförbara med de i ett flertal av Afrikas fattigaste länder fyllde Nijazov landet med statyer av sig själv, i vissa fall i guld, och utövade en hänsynslös terror mot verkliga eller påstådda regimkritiker, varav åtskilliga fängslades och torterades till döds. Kunskaper i Nijazovs Ruhnama var ett nyckelinslag i den bristfälliga turkmenska undervisningen och krävs fortfarande för att få körkort.
Efter hans död 2006 har de mest totalitära dragen lindrats och efterträdaren Gurbanguly Berdimuhamedow har förklarat att den kontroversiella Neutralitetsbågen ska nedmonteras men ett auktoritärt presidentstyre består i praktiken.

## Uppväxt
Nijazov blev föräldralös i ung ålder. Fadern dog i kampen mot tyskarna i andra världskriget, och resten av hans familj dog i jordskalvet som ödelade Asjchabad 1948. Han blev upptagen på ett sovjetiskt barnhem, och blev medlem av kommunistpartiet där han steg i graderna. Han blev till slut ledare för Kommunistpartiet i Turkmenska SSR, senare känt som Turkmenistans demokratiska parti.

## President
Då Sovjetunionen föll 1991 behöll Nijazov makten. Efter att ha valts året innan, blev han officiellt landets förste president i och med självständighetens erkännande den 8 december 1991. Han blev även ordförande i landets ministerråd, det vill säga regeringschef. År 1993 tog han sig titeln Turkmenbasji (Türkmenbaşy), "turkmenernas överhuvud", med Mustafa Kemal Atatürk som förebild. 
Nijazov hade en auktoritär ledarstil, och var känd för sin egenkärlek. Han menade att Turkmenistan inte hade någon nationell identitet, och har därför försökt bygga landet i sin avbild. Han gav staden Krasnovodsk vid Kaspiska havet namnet Türkmenbaşy efter sig själv, utöver det att flera skolor, flygplatser och till och med en meteorit har fått hans namn. Alla offentliga byggnader har stora porträttbilder av honom på väggarna, och statyer av honom själv och av modern står utspridda över hela landet. De mest kända statyerna är den som är placerad mitt i Karakumöknen, och guldstatyn som monterats på en roterande skiva vilket gör att han alltid ser mot solen. Han hade också bestämt att det skulle byggas ett stort palats i Asjchabad till hans minne. 1999 utsåg han sig själv president på livstid.
Utbildningssystemet i Turkmenistan lär ut att älska presidenten och hans verk och tal utgör den större delen av innehållet i läroböckerna. Den viktigaste texten är Ruhnama, "Själens bok", ett nationalepos skrivet av Nijazov. Alla böcker som skrevs under sovjettiden är förbjudna, och biblioteken har i stort inga andra böcker än Nijazovs. År 2004 bestämde han att alla biblioteken på landsbygden i Turkmenistan skulle stängas, eftersom han menade att folk på den turkmenska landsbygden inte kunde läsa.
Andra saker Nijazov gjorde för turkmensk kultur var att införa ett eget turkmenskt alfabet som ersatte det kyrilliska, definiera de olika levnadsstadierna, och att ge dagarna och månaderna nya namn (januari heter nu Türkmenbaşy, och april är uppkallat efter hans mor). Vidare förbjöd han balett och opera då dessa enligt honom inte var del av den turkmenska kulturen, samt även datorspel, och lät bygga upp ett ispalats utanför huvudstaden, trots att temperaturen kan uppgå till 50 °C, samt grundlägga en stor konstgjord sjö mitt i Karakumöknen.
Nijazov var känd för att stifta personliga lagar.  Bland annat förbjöd han manliga presentatörer på TV att använda smink, eftersom han hade problem med att skilja män och kvinnor åt. Det är inte tillåtet att använda tobak i Turkmenistan, eftersom Nijazov själv blev tvungen att sluta röka efter att ha blivit opererad. Han införde också förbud mot långt hår, skägg och guldtänder.
Den 29 december 1999 utnämndes han till president på livstid av Turkmenistans lagstiftande folkförsamling, men bestämde dock att val skulle hållas år 2010. 
Efter ett påstått attentatsförsök mot honom år 2002 arresterades många som konspiratörer eller som släktingar till sådana. Kritiker menar att attentatet var planlagt för att Nijazov skulle kunna göra sig kvitt den politiska oppositionen i landet.
Den 1 mars 2005 bestämde Nijazov att alla sjukhus utanför Asjchabad skulle stängas, eftersom han tyckte det var slöseri att ha läkare på landsbygden när de i stället kunde arbeta i staden.

## Död
Nijazovs död orsakades av ett hjärtfel. Dödsfallet meddelades av den turkmenska statliga televisionen den 21 december och bekräftades av den turkmenska ambassaden i Moskva. Enligt vissa oppositionskällor kan dock dödsfallet ha inträffat redan flera dagar tidigare. Hans bortgång kom att skapa ett maktvakuum i landet, då ingen bestämd efterträdare hade utsetts. Enligt landets konstitution var det parlamentets talman som skulle överta presidentposten. På grund av att den dåvarande talmannen Övezgeldi Atajev var involverad i en rättslig process utnämndes dock vice premiärminister Gurbanguly Berdimuhamedow till interimspresident (och därtill till chef för den kommission som organiserade statsbegravningen). Landets folkförsamling beslutade den 26 december att presidentval skulle komma att hållas den 11 februari 2007. Enligt det officiella valresultatet, som offentliggjordes den 14 februari, vanns valet av Berdimuhamedow, som insvors som president samma dag.